# Pimp C
Pimp C (* 29. Dezember 1973 in Port Arthur, Texas; † 4. Dezember 2007 in West Hollywood, Kalifornien; eigentlich Chad Butler) war ein US-amerikanischer Rapper und Hip-Hop-Produzent aus dem Süden der Vereinigten Staaten. Er wurde auch unter den Pseudonymen Sweet James Jones, Tony Snow und Mick Jagga bekannt.

## Biografie
Zusammen mit dem ebenfalls aus Port Arthur stammenden Bun B bildete der Rapper seit 1987 die Hip-Hop-Formation UGK. 1988 veröffentlichten Pimp C und Bun B ihr erstes Album, The Southern Way, als UGK. Es erschien über das Label Bigtyme Recordz. Vier Jahre später unterzeichneten die beiden Rapper einen Vertrag über fünf Alben bei Jive Records.
Am 28. Januar 2002 wurde Pimp C unter anderem wegen aggravated assault zu einer achtjährigen Gefängnisstrafe verurteilt. Bei der Gerichtsverhandlung wurde ihm der Besitz einer Waffe zur Last gelegt. Pimp C äußerte sich in einem Interview zu den Vorfällen und erklärte, dass er in einem Einkaufszentrum einer Frau seine Waffe gezeigt hat. Im Lauf der Verhandlungen, so Pimp C, wollte der zuständige Richter Informationen zu J. Prince, dem Chief Executive Officer von Rap-A-Lot Records. Da Pimp C die Aussage verweigerte, erhielt er im Rahmen der Verhandlung keine Strafmilderung.
Das erste Jahr seiner Haftstrafe verbrachte Pimp C im County Jail. Im Dezember 2002 wurde der Rapper in die Huntsville Unit verlegt. Im März 2005 veröffentlichte Pimp C sein Debütalbum Sweet James Jones Stories über das Label Rap-A-Lot Records. Zur Zeit der Veröffentlichung befand sich der Texaner noch in Haft. Das Album enthält bisher unveröffentlichtes Material des Rappers und wurde durch die von Rap-A-Lot und Bun B initiierte Kampagne Free Pimp C vermarktet. Die Haftentlassung des Rappers aus der Terrell Prison Unit in Livingston (Texas) erfolgte am 30. Dezember 2005; seine Bewährungszeit hätte im Dezember 2009 geendet. Laut eigener Aussage verfasste Pimp C im Verlauf seiner Haftstrafe 3.000 Lieder.
Am 11. Juli 2006 wurde das zweite Soloprojekt Pimpalation des Rappers veröffentlicht. Das Album erschien über Rap-A-Lot Records und enthält Gastbeiträge unter anderem von Mike Jones, Jazze Pha, Lil Keke, Trae, Chamillionaire und Bun B. Als Managerin von Pimp C fungierte dessen Mutter. Der Rapper war Besitzer des Labels Trill Entertainment, welches ein Sublabel der Warner Music Group ist. Auf der Plattenfirma, welche Pimp C zusammen mit Bun B führte, sind die Hip-Hop-Künstler Webbie, Lil' Boosie, 3 Deep, Big Head, Foxx und der Produzent Mouse unter Vertrag. Nach der Haftentlassung gründete Pimp C zusammen mit Bun B das Label UGK Records. Über dieses veröffentlichten die Rapper zunächst Mixtapes der Hip-Hop-Gruppen Mddl Fngz und V12 Boyz. Die Leitung des Labels übernahm Pimp C. Im Jahr 2007 veröffentlichte Pimp C zusammen mit Bun B das Album Underground Kingz. Mit diesem gelang es dem Duo erstmals Platz 1 der US-amerikanischen Charts zu belegen.
Am Morgen des 4. Dezember 2007 wurde Pimp C tot im Mondrian Hotel in West Hollywood aufgefunden. Die Todesursache war eine ungewollte Überdosis Codein, vermutlich nach Konsum der codeinhaltigen Partydroge Purple Drank. Des Weiteren litt Pimp C unter dem Schlafapnoe-Syndrom. Im Zusammenwirken der beiden Faktoren führte dies zum Tod des Rappers. Zwei Tage nach seinem Tod wurden UGK für einen Grammy in der Kategorie „Bester Rap eines Duos oder einer Gruppe“ nominiert. Bei der Verleihung des Grammys konnte das Duo keinen Preis gewinnen, jedoch wurde Pimp C mit einer Traueranzeige, die am Ende der Verleihung eingeblendet wurde, bedacht.
Die Beerdigung des Rappers fand am 13. Dezember 2007 im Bob Bowers Civic Center in Port Arthur statt. An der Zeremonie nahmen unter anderem prominente Musiker wie Bun B, Chamillionaire und Mike Jones teil. Der Nachlass Pimp Cs wird von seiner Ehefrau verwaltet. Diese führt nun auch die Geschäfte von dem Label UGK Records weiter. Am 3. Juni 2008 erschien das Best Of-Album Greatest Hits von Pimp C über Asylum/Warner.
Anfang Oktober 2010 erschien unter dem Titel The Naked Soul of Sweet Jones über Rap-A-Lot Records/Fontana Records ein posthumes Soloalbum von Pimp C. Bun B erklärte, dass Pimp C vor seinem Tod noch zahlreiche Aufnahmen vorgenommen habe, die Bun B verwendete, um neue Songs zu kreieren.
Das letzte veröffentlichte Werk Still Pimping erschien über Rap-A-Lot Records im Juli 2011.
Den Tod von Pimp C durch Drogenkonsum thematisiert Macklemore auf seinem 2010 veröffentlichten Album The VS Redux in dem Lied Otherside.

## Diskografie

### Soloalben
- 2005: Sweet James Jones Stories
- 2006: Pimpalation
- 2008: Greatest Hits
- 2010: The Naked Soul of Sweet Jones
- 2011: Still Pimping
- 2015: Long Live the Pimp

### Alben mit Bun B
→ siehe Diskografie des Artikels UGK

### Singles
- 1999: Big Pimpin’ (Jay-Z feat. UGK)
- 2000: Sippin’ on Some Syrup (Three 6 Mafia feat. UGK und Project Pat)
- 2006: Front Back (T.I. feat. UGK)
- 2006: Get Throwed (Bun B feat. Pimp C, Z-Ro, Young Jeezy, & Jay-Z)
- 2006: I’m in Luv wit a Stripper (Remix) (T-Pain feat. Twista, Pimp C, Paul Wall, MJG und Too Short)
- 2006: D-Girl (Brooke Valentine feat. Pimp C)
- 2006: I’m Free
- 2006: Pourin’ Up (feat. Mike Jones und Bun B)
- 2006: Knockin’ Doorz Down (feat. P.O.P. und Lil Keke)
- 2007: White Gurl (E-40 feat. Juelz Santana & UGK)
- 2007: Cut It Out (Nelly feat. Pimp C und Sean P)

### Gastauftritte (Auswahl)
- 1999: Dope stories (12″) von Parental Advisory
- 2006: Money Maker auf Blow the whistle von Too Short
- 2006: Can’t Get No Lower auf Get up on it (12″) von Bone Crusher
- 2006: Do Your Time auf Release Therapy von Ludacris
- 2006: 4 Kings auf Buck The World von Young Buck
- 2006: I’m n Luv (With a Stripper) Tha Remix (12″) von T-Pain
- 2006: Bumpin’ my Music (Remix) auf C.O.D. von Ray Cash
- 2007: Mean Mug auf Cyclone von Baby Bash
- 2007: Whatchu Gonna Do auf Ridin high von 8Ball & MJG
- 2007: Welcome to the South auf Ultimate Victory von Chamillionaire
- 2007: Go to War auf Hated On Mostly von Crime Mob
- 2007: Holla at Botany auf Throweder than throwed 2K7 von Lil’ C
- 2007: You’z a Trick (Remix) auf I Need Mine $$ von Lil’ Flip